# Сэ (музыкальный инструмент)
Сэ (кит. 瑟, пиньинь Sè, в старых русскоязычных источниках также Ше и Кхэ) — старинный китайский струнный музыкальный инструмент, род лежачей продолговатой цитры, под струнами которой находится ящик.
Инструмент имеет давнюю историю и был известен в Китае ещё в глубокой древности (в частности, такие инструменты были найдены в гробницах на территории провинций Хунань и Хэбэй). Некоторые легенды приписывают изобретение сэ императору Фу Си. Инструмент упоминается в таких древних книгах, как «Ши цзин» и «Лунь юй».
Струны сэ строились по пятитонной китайской гамме, то есть по звукоряду, в котором первые две ноты отстоят одна от другой на целый тон, вторая от третьей на малую терцию, третья от четвёртой и четвёртая от пятой на целый тон. Затем шло повторение этого же звукоряда октавой выше и так далее. Размеры сэ могли различны и зависели от числа струн, которых могло 16, или 25, или 36; как правило, число струн варьировалось от 25 до 50, а длина сэ не превышала 100—160 см. Если верить легенде, то созданный Фу Си сэ имел 50 струн, Хуан-ди уменьшил их число до 25, а позже оно якобы сокращалось ещё больше; археологами обнаружены сэ с 25, 24, 23 и 19 струнами. Струны сэ чаще всего изготавливались из шёлка (согласно ЭСБЕ, могли быть и металлическими), их толщина могла быть различной, корпус обычно изготавливался из дерева. Музыканты задевали струны щипком, располагая инструмент на коленях и играя попеременно левой и правой рукой.
Игрой на сэ в сопровождении ритмических ударов на небольшом барабане по-фоу часто сопровождались духовные песнопения. Число умеющих играть на сэ в современном Китае невелико.